# Schefflera benguetensis
Schefflera benguetensis là một loài thực vật có hoa trong Họ Cuồng cuồng. Loài này được Merr. miêu tả khoa học đầu tiên năm 1915.